# Adam Jakubech
Adam Jakubech (Prešov, 2 januari 1997) is een Slowaakse doelman. Sinds 30 augustus wordt hij door de Franse club Lille OSC verhuurd aan het Belgische KV Kortrijk.

## Spelerscarrière
| Seizoen | Club           | Land               | Competitie         | Competitie | Competitie | Beker | Beker | Internationaal | Internationaal | Totaal | Totaal |
| Seizoen | Club           | Land               | Competitie         | Wed.       | Goals      | Wed.  | Goals | Wed.           | Goals          | Wed.   | Goals  |
| ------- | -------------- | ------------------ | ------------------ | ---------- | ---------- | ----- | ----- | -------------- | -------------- | ------ | ------ |
| 2014/15 | Tatran Prešov  | Vlag van Slowakije | 2. Liga            | 12         | 0          | 0     | 0     | —              | —              | 12     | 0      |
| 2014/15 | Spartak Trnava | Vlag van Slowakije | Fortuna Liga       | 1          | 0          | 0     | 0     | 0              | 0              | 1      | 0      |
| 2015/16 | Spartak Trnava | Vlag van Slowakije | Fortuna Liga       | 15         | 0          | 0     | 0     | 3              | 0              | 18     | 0      |
| 2016/17 | Spartak Trnava | Vlag van Slowakije | Fortuna Liga       | 32         | 0          | 1     | 0     | 6              | 0              | 39     | 0      |
| 2017/18 | Spartak Trnava | Vlag van Slowakije | Fortuna Liga       | 1          | 0          | 0     | 0     | —              | —              | 1      | 0      |
| 2017/18 | Lille OSC      | Vlag van Frankrijk | Ligue 1            | 0          | 0          | 0     | 0     | —              | —              | 0      | 0      |
| 2018/19 | Lille OSC      | Vlag van Frankrijk | Ligue 1            | 0          | 0          | 0     | 0     | —              | —              | 0      | 0      |
| 2019/20 | → KV Kortrijk  | Vlag van België    | Jupiler Pro League | 14         | 0          | 5     | 0     | —              | —              | 19     | 0      |
| 2020/21 | → KV Kortrijk  | Vlag van België    | Jupiler Pro League | 0          | 0          | 0     | 0     | —              | —              | 0      | 0      |
| Totaal  | Totaal         | Totaal             | Totaal             | 75         | 0          | 6     | 0     | 9              | 0              | 90     | 0      |

## Interlandcarrière
| Interlands van Adam Jakubech voor Slowakije | Interlands van Adam Jakubech voor Slowakije | Interlands van Adam Jakubech voor Slowakije | Interlands van Adam Jakubech voor Slowakije | Interlands van Adam Jakubech voor Slowakije | Interlands van Adam Jakubech voor Slowakije | Interlands van Adam Jakubech voor Slowakije |
| №                                           | Datum                                       | Wedstrijd                                   | Uitslag                                     | Soort wedstrijd                             | Doelpunten                                  |                                             |
| Als speler bij Spartak Trnava               | Als speler bij Spartak Trnava               | Als speler bij Spartak Trnava               | Als speler bij Spartak Trnava               | Als speler bij Spartak Trnava               | Als speler bij Spartak Trnava               | Als speler bij Spartak Trnava               |
| ------------------------------------------- | ------------------------------------------- | ------------------------------------------- | ------------------------------------------- | ------------------------------------------- | ------------------------------------------- | ------------------------------------------- |
| 1.                                          | 8 januari 2017                              | Slowakije — Oeganda                         | 1 — 3                                       | Vriendschappelijk                           |                                             |                                             |

## Trivia
- Adam is de zoon van Peter Jakubech, tevens een oud-voetballer.

1 Mannone ·
2 Mandi ·
4 Alexsandro ·
5 Gudmundsson ·
6 Bentaleb ·
7 Haraldsson ·
8 Angel Gomes ·
9 David ·
10 Cabella ·
11 Sahraoui ·
12 Meunier ·
13 Zedadka ·
14 Umtiti ·
16 Caillard ·
17 Mukau ·
18 Diakité ·
19 Fernandez-Pardo ·
20 Bakker ·
21 André  ·
22 Santos ·
23 Zhegrova ·
26 André Gomes ·
27 Bayo ·
28 Fernandes ·
29 Mbappé ·
30 Chevalier ·
31 Ismaily ·
32 Bouaddi ·
Coach: Génésio
· Assistent-coach: Bréchet